# Kim Gyngell
Kimberly "Kim" Gyngell es un actor australiano, conocido por sus numerosas participaciones en televisión y teatro.

## Biografía
Su primo es David Gyngell, el actual CEO de la cadena Nine Network.
Kym está casado con la actriz y escritora Suzanne Dowling.

## Carrera
En 1975 interpretó a Sam durante el episodio "It's a Lot Easier Being Good in the Country" de la serie Matlock Police, anteriormente había aparecido por primera vez en la serie en 1974 donde interpretó a tres personajes diferentes: Alf Moore durante el episodio "Priorities", Moses Lane en "Dennis" y finalmente a Clarry Adams en "Time and Motion".
En 1990 se unió al elenco de Col'n Carpenter donde interpretó a Col'n Carpenter hasta 1992.
En 1993 se unió al elenco de los sketchs de comedia Full Frontal donde interpretó a varios personajes hasta el final de la serie en 1997.
En el 2003 apareció como invitado en varios episodios de la popular serie australiana The Secret Life of Us donde interpretó al doctor Vander.
En el 2006 interpretó a Will Tabor, un agente literario en un episodio de la miniserie Nightmares & Dreamscapes: From the Stories of Stephen Kin.
En el 2007 se unió al elenco recurrente de la serie The Librarians donde interpretó al padre Harris hasta el 2010.
Ese mismo año interpretó al doctor Jack Underwood en la serie australiana Wilfred.
En el 2008 apareció en un episodio de la popular serie Underbelly donde interpretó al señor X.
En el 2010 se unió al elenco de la serie Lowdown donde interpreta al editor Howard Evans.
En el 2012 apareció como invitado en la serie The Straits donde interpretó a Paddy Groman, un asociado de Harry Montebello (Brian Cox), que termina siendo asesinado por Harryque es asesinado por Harry después de que descubriera que Paddy les estaba robando dinero.
En el 2015 se unió al elenco de la miniserie Hiding donde dio vida a Warwick.
En el 2016 apareció como invitado en el quinto episodio de la cuarta temporada de la serie Rake donde interpretó al paparazzi Reggie Walsh.

## Filmografía

### Series de televisión
| Año             | Título                      | Personaje                       | Notas                                      |
| --------------- | --------------------------- | ------------------------------- | ------------------------------------------ |
| 2018 - presente | Back in Very Small Business | Ray Leonard                     | 8 episodios                                |
| 2018            | Picnic at Hanging Rock      | Charlie Seymour-Baker           | ep. #1.1 - miniserie                       |
| 2017            | Sunshine                    | Rev. Neil "The Peacock" Skelton | 4 episodios - miniserie                    |
| 2017            | Top of the Lake             | Bootie                          | 4 episodios                                |
| 2016            | No Activity                 | Rainer                          | episodio "Noughts & Crosses"               |
| 2016            | Rake                        | Reggie Walsh                    | episodio # 4.5                             |
| 2016            | Jack Irish                  | Warren Tissot                   | 3 episodios                                |
| 2015            | Hiding                      | Warwick Darmody                 | 8 episodios - miniserie                    |
| 2013            | Upper Middle Bogan          | Mr. Widdicombe                  | episodio "Behind You!"                     |
| 2012            | The Straits                 | Paddy Groman                    | 3 episodios                                |
| 2010 - 2012     | Lowdown                     | Howard Evans                    | 16 episodios                               |
| 2007 - 2010     | The Librarians              | Padre Harris                    | 12 episodios                               |
| 2007, 2010      | Wilfred                     | Dr. Jack Underwood              | 3 episodios                                |
| 2008            | Very Small Business         | Ray Leonard Leonard             | 6 episodios                                |
| 2008            | Underbelly                  | Mr. X                           | episodio "Best Laid Plans"                 |
| 2007            | City Homicide               | Adam Boldt                      | episodio "Raising the Dead"                |
| 2007            | Love My Way                 | Curtis Manning                  | 3 episodios                                |
| 2006            | Nightmares & Dreamscapes    | Will Tabor                      | episodio "The Road Virus Heads North"      |
| 2005            | Scooter: Secret Agent       | Cole Bunker                     | episodio "Operation: Trainspotting"        |
| 2003            | CrashBurn                   | Wally                           | episodio "Truly, Madly, Ordinarily"        |
| 2003            | The Secret Life of Us       | Doctor Vander                   | 7 episodios                                |
| 2003            | Welcher & Welcher           | Narrador                        | episodio "Favours"                         |
| 2001            | Pizza                       | Gerente del Banco               | episodio "Flashback Pizza"                 |
| 2000            | Eugenie Sandler P.I.        | Bailarín                        | episodio # 1.5                             |
| 2000            | SeaChange                   | Dennis Dreeble                  | episodio "Bonfire of the VCRs"             |
| 2000            | The Games                   | Allan Ronaldson                 | episodio "Addressing the Troops"           |
| 2000            | Blue Heelers                | Shane Donnelly                  | episodio "Rank Outsider"                   |
| 1999            | Chuck Finn                  | Mr. Jones                       | episodio "The Man from the Waterways"      |
| 1999            | The Micallef Program        | Martin                          | episodio # 2.6                             |
| 1993 - 1997     | Full Frontal                | Varios Personajes               | 107 episodios                              |
| 1996            | Fire                        | Jimmy Runyon                    | 5 episodios                                |
| 1994            | Wedlocked                   | Harold                          | 2 episodios                                |
| 1993            | Seven Deadly Sins           | Greed                           | miniserie                                  |
| 1992            | Embassy                     | Richardson                      | episodio "Juggernaut"                      |
| 1992            | Bligh                       | Príncipe                        | episodio "A Visit Royal"                   |
| 1992            | All Together Now            | Louie Little                    | episodio "History Never Repeats"           |
| 1990 - 1992     | Col'n Carpenter             | Col'n Carpenter                 | 58 episodios                               |
| 1987            | The Petrov Affair           | -                               | miniserie                                  |
| 1987            | The Flying Doctors          | Dan Divine                      | episodio "Give a Dog a Bad Name"           |
| 1985            | The Eleventh Hour           | -                               | -                                          |
| 1974            | Matlock Police              | Moses Lane                      | episodio "Dennis"                          |
| 1974            | Homicide                    | Kenny                           | episodio "I Keep Going Back to Be Certain" |

### Películas
| Año  | Título                             | Personaje            | Notas |
| ---- | ---------------------------------- | -------------------- | --- |
| 2014 | The Little Death                   | Steve                | junto a Bojana Novakovic, Josh Lawson, Damon Herriman, Lachy Hulme, Lisa McCune y Patrick Brammall          |
| 2009 | Shaun Micallef's New Year's Rave   | Fantasma de Bhuto    | junto a Shaun Micallef, Francis Greenslade, Jolene Anderson y Margot Robbie                                 |
| 2008 | Salvation                          | Tony                 | junto a Wendy Hughes, Natasha Novak, Chris Haywood, Tony Llewellyn-Jones, Barry Humphries y Rodney Afif     |
| 2006 | Macbeth                            | Doctor               | junto a Sam Worthington, Steve Bastoni, Lachy Hulme, Matt Doran, Damian Walshe-Howling y Nash Edgerton      |
| 2005 | The Writer                         | Jonathan             | corto - junto a Mel Butel, John Flaus y Rob Carlton                                                         |
| 2004 | Josh Jarman                        | Stan Billows         | junto a Marcus Graham, Kestie Morassi, Wayne Hope y Roz Hammond                                             |
| 2003 | The House of Names                 | Eleanor              | corto - junto a Samuel Johnson, Tom Stringer, Carole Yelland y Noel Herriman                                |
| 2003 | Roundabout                         | Dr. Patrick O'Roarke | corto - junto a David Roberts, Alison Whyte, Robert Taylor, Michael Carman y Nicholas Carlyon               |
| 2002 | Blow                               | Richard              | corto - junto a Elsa Carnaby, Miriam Glaser y Louise Siversen                                               |
| 2002 | The Hard Word                      | Paul                 | junto a Guy Pearce, Rachel Griffiths, Robert Taylor, Joel Edgerton y Vince Colosimo                         |
| 2000 | The Wog Boy                        | Supervisor           | junto a Nick Giannopoulos, Lucy Bell, Vince Colosimo, Geraldine Turner, Abi Tucker y Stephen Curry          |
| 2000 | Arctic Adventure                   | Tek                  | corto - junto a Tim Bain, Eric Bana, John Clarke y Sigrid Thornton                                          |
| 1998 | Amy                                | Wax Stevens          | junto a Rachel Griffiths, Ben Mendelsohn, Kerry Armstrong, William Zappa, Sullivan Stapleton y Susie Porter |
| 1997 | Kangaroo Palace                    | Spider               | junto a Jacqueline McKenzie, John Polson, Rebecca Gibney, Jeremy Sims, Jonathan Firth y Jerome Ehlers       |
| 1996 | Love and Other Catastrophes        | Prof. Richard Leach  | junto a Alice Garner, Matt Day, Frances O'Connor, Radha Mitchell y Suzi Dougherty                           |
| 1996 | Shaun Micallef's World Around Him  | Varios Personajes    | junto a Bob Franklin, Kitty Flanagan, Shaun Micallef y Glenn Butcher                                        |
| 1993 | The Making of Nothing              | Davo                 | junto a Jane Turner, Michael Veitch, Cameron Daddo, Geneviève Picot y Magda Szubanski                       |
| 1990 | What the Moon Saw                  | Jim Shilling         | junto a Andrew Shephard, Gary Sweet, Mark Hennessy y Danielle Spencer                                       |
| 1990 | Heaven Tonight                     | Baz Schultz          | junto a John Waters, Rebecca Gilling, Sean Scully y Guy Pearce                                              |
| 1988 | Evil Angels                        | Actor                | junto a Meryl Streep, Sam Neill y David Hoflin                                                              |
| 1988 | Grievous Bodily Harm               | Mick                 | junto a John Waters, Colin Friels, Deborah Kennedy, Gary Waddell y Richard Carter                           |
| 1988 | Boulevard of Broken Dreams         | Ian McKenzie         | junto a Andrew McFarlane, Penelope Stewart, Nicki Paull y John Waters                                       |
| 1988 | Backstage                          | Paarvo               | junto a Laura Branigan, Michael Aitkens, Noel Ferrier y Rowena Wallace                                      |
| 1988 | Bachelor Girl                      | Karl Stanton         | junto a Lyn Pierse, Bruce Spence, Doug Tremlett y Ruth Yaffe                                                |
| 1987 | Bushfire Moon                      | Bill                 | junto a Dee Wallace, Nadine Garner y John Waters                                                            |
| 1987 | Ground Zero                        | Detective            | junto a Colin Friels, Jack Thompson, Donald Pleasence, Natalie Bate y Burnham Burnham                       |
| 1987 | With Love to the Person Next to Me | Wallace              | junto a Paul Chubb, Barry Dickins, Sally McKenzie y Beverley Gardiner                                       |
| 1987 | Passionately Single                | -                    | junto a Lyn Pierse                                                                                          |
| 1986 | Just Us                            | Mouth                | junto a Scott Burgess, Catherine McClements y Richard Moss                                                  |
| 1986 | The Humoty Dumoty Man              | Operador             | junto a Rod Mullinar, Jim Holt, Deborra-Lee Furness y Frabkie J. Holden                                     |
| 1985 | Wills & Burke                      | William John Wills   | junto a Garry McDonald, Peter Collingwood, Jonathan Hardy, Nicole Kidman y Chris Haywood                    |
| 1985 | The Dunera Boys                    | Soldado Bruce        | junto a Bob Hoskins, Steven Vidler y Warren Mitchell                                                        |
| 1980 | The Chain Reaction                 | Crabs                | junto a Steve Bisley, Ralph Cotterill y Hugh Keays-Byrne                                                    |

### Apariciones
| Año  | Título             | Personaje       |
| ---- | ------------------ | --------------- |
| 1988 | The Comedy Company | Col'n Carpenter |

### Escritor
| Año         | Título             | Notas                   |
| ----------- | ------------------ | ----------------------- |
| 1993 - 1994 | Full Frontal       | 12 episodios - escritor |
| 19930       | Col'n Carpenter    | escritor                |
| 1988        | The Comedy Company | escritor                |

### Teatro
| Año        | Obra                                  | Personaje         | Director (a)      | Teatro              | Notas                                                              |
| ---------- | ------------------------------------- | ----------------- | ----------------- | ------------------- | ------------------------------------------------------------------ |
| 2012       | Pygmalion                             | Coronel Pickering | Peter Evans       | Sydney Theatre      | junto a Andrea Demetriades y Deborah Kennedy                       |
| 2011       | Return to Earth                       | -                 | Aidan Fennessy    | Fairfax Theatre     | junto a Julie Forsyth, Eloise Mignon y Tim Ross                    |
| 2011       | Every Breath                          | -                 | Aidan Fennessy    | Fairfax Theatre     | junto a John Howard, Eloise Mignon y Angie Milliken                |
| 2011       | The Laramie Project 10 Years Later    | -                 | Gary Abrahams     | Red Stitch Theatre  | junto a Paul Ashcroft, Ella Caldwell y David Whiteley              |
| 2010       | God of Carnage                        | -                 | Michael Hill      | Melbourne Theatre   | junto a Brant Eustice, Lizzy Falkland y Caroline Mignone           |
| 2010       | The Ugly One                          | -                 | Peter Evans       | Melbourne Theatre   | junto a Alison Bell, Patrick Brammall y Luke Ryan                  |
| 2008, 2009 | Ninety                                | -                 | Simon Phillips    | Cremorne Theatre    | junto a Melinda Butel                                              |
| 2008       | The Hypocrite                         | Tartuffle         | Peter Evans       | Melbourne Theatre   | junto a Ashley Zukerman, Mandy McElhinney y Nicholas Bell          |
| 2007       | The Pillowman                         | -                 | Simon Phillips    | Merlyn Theatre      | junto a Richard Bligh, Joel Edgerton y Greg Stone                  |
| 2007       | The Ghost Writer                      | -                 | Neil Armfield     | Belvoir St. Theatre | junto a John Wood y Catherine McClements                           |
| 2007       | The Glory                             | -                 | Aidan Fennessy    | -                   | junto a Richard Cawthorne, Belinda McLory y Deidre Rubenstein      |
| 2006       | It Just Stopped                       | Franklin          | Neil Armfield     | Malthouse Theatre   | junto a John Wood, Marcus Graham y Catherine McClements            |
| 2006       | Festen                                | -                 | Simon Phillips    | -                   | junto a Nicholas Bell, Jason Donovan, Ditch Davey y Kat Stewart    |
| 2006       | Ray's Tempest                         | -                 | Bruce Myles       | Fairfax Theatre     | junto a William McInnes, Hamish Michael y Genevieve Picot          |
| 2005       | The Metamorphosis                     | -                 | Benjamin Winspear | Beckett Theatre     | junto a Julie Forsyth, Mandy McElhinney y Tony Llewellyn-Jones     |
| 2005       | Cruel and Tender                      | General           | Julian Meyrick    | Melbourne Theatre   | junto a Jacek Koman y Catherine McClements                         |
| 2004       | Proof                                 | -                 | Jon Halpin        | -                   | junto a Melinda Butel, Carita Farrer y Christopher Sommers         |
| 2004       | Hinterland                            | -                 | Peter Houghton    | -                   | junto a Tom Long, Christen O'Leary y Helen Thomson                 |
| 2003       | The Visit                             | -                 | Simon Phillips    | -                   | junto a Julie Forsyth, Andy McPhee y Robert Menzies                |
| 2002       | The Simple Truth                      | -                 | Bruce Myles       | CUB Theatre         | junto a Josephine Byrnes                                           |
| 2002       | Blue/Orange                           | -                 | Julian Meyrick    | -                   | junto a Benjamin Harkin y Robert Jordan                            |
| 2001       | Art                                   | -                 | Roger Hodgman     | Playhouse Theatre   | junto a John Wood y William McInnes                                |
| 2000       | Art and Soul                          | -                 | Kate Cherry       | -                   | junto a Robert Essex, Kate Kendall y Genevieve Morris              |
| 1999       | Pride and Prejudice                   | Mr. Collins       | Roger Hodgman     | Melbourne Theatre   | junto a Josephine Byrnes, William McInnes y Mandy McElhinney       |
| 1998       | The Misanthrope                       | -                 | Simon Phillips    | -                   | junto a Sophie Heathcote, Pamela Rabe y Simon Wood                 |
| 1998       | Twelfth Night                         | -                 | Roger Hodgman     | -                   | junto a Shane Bourne, Mandy McElhinney y Bruce Spence              |
| 1996, 1998 | Sylvia                                | -                 | Roger Hodgman     | Wharf Theatre       | junto a Shane Bourne, Mary Coustas y Caroline Gillmer              |
| 1997       | After Magritte and The Real Inspector | -                 | Simon Phillips    | -                   | junto a Merridy Eastman, Judith McGrath y John Wood                |
| 1994       | Cosi                                  | -                 | Nadia Tass        | Russell St. Theatre | junto a Barry Otto, Nadine Garner, Suzi Dougherty y Pamela Rabe    |
| 1993       | Much Ado About Nothing                | -                 | Roger Hodgman     | Princess Thetare    | junto a Frances O'Connor, Pamela Rabe y Hugo Weaving               |
| 1992       | A Dickens' Christmas                  | -                 | William Gluth     | Playhouse Theatre   | junto a George Butrumlis, Jim Daly y Helen Thomson                 |
| 1985       | Nine Little Australians!              | -                 | Jonathan Hardy    | -                   | junto a Myra De Groot, Veronica Jeffrey y Tim Robertson            |
| 1980       | Boy's Own McBeth                      | -                 | Grahame Bond      | Canberra Theatre    | junto a Nicolas Lyon, Bjarne Ohlin y Elizabeth Wilder              |
| 1979       | The Caucasian Chalk Circle            | -                 | John Clark        | Drama Theatre       | junto a Steve Bisley, Peter Carroll, Colin Friels y Jennifer Hagan |

## Premios y nominaciones
| Año  | Categoría                               | Premio                             | Película                   | Resultado |
| ---- | --------------------------------------- | ---------------------------------- | -------------------------- | --------- |
| 2009 | Best Performance in a Television Comedy | AFI Award                          | Very Small Business        | Nominado  |
| 2005 | Best Actor                              | Short Film Competition Prize Award | The Writer                 | Ganador   |
| 1989 | Best Actor in a Supporting Role         | AFI Award                          | Heaven Tonight             | Nominado  |
| 1988 | Best Actor in a Supporting Role         | AFI Award                          | Boulevard of Broken Dreams | Ganador   |